# SG Wannabe
SG Wannabe (koreanisch SG워너비), auch SG Wannabe+, SG Wanna Be, SG Wanna Be+ genannt, ist eine südkoreanische Pop- und R&B-Band der zweiten K-Pop-Generation mit großer Popularität in Asien, insbesondere in Südkorea, China und Japan.

## Geschichte
SG Wannabe wurde im Jahre 2004 gegründet. Sie erlangte zuerst in Südkorea große Berühmtheit durch ihre erste Singleauskopplung Timeless. Diese erreichte bereits innerhalb weniger Wochen Platz 1 der südkoreanischen Charts. Seither sind alle ihre Singleauskopplungen in den Top 20 der japanischen und südkoreanischen Charts platziert. Im Jahre 2008 verließ der Sänger Chae Dong Ha die Band. Die Band zog sich daraufhin für mehrere Monate zurück, trat aber mit einem neuen Album wieder auf. Inzwischen ist bereits ihr siebtes Album erschienen.

## Diskografie

### Koreanische Alben
- 2004: SG Wanna Be+ (Vol. 1)
- 2005: Saldaga (Vol. 2)
- 2005: Classic Odyssey (Vol. 2.5)
- 2006: The 3rd Masterpiece (Vol. 3)
- 2006: The Precious History (Vol. 3.5)
- 2007: The Sentimental Chord (Vol. 4)
- 2007: Story in New York (Vol. 4.5)
- 2008: My Friend (Vol. 5)
- 2009: Gift from SG Wannabe (Vol. 6)
- 2010: SG Wannabe by SG Wannabe 7 Part.I (Vol. 7, Part 1)

### Japanische Alben
- 2009: Rainbow (Vol. 1)

### Special Editions
- 2007: SG Wanna Be+ (Music 2.0 Special Edition) Vol. 1
- 2008: SG Wanna Be+ (Music 2.0 Special Edition) Vol. 2